# Sternopygus arenatus
Sternopygus arenatus is een straalvinnige vissensoort uit de familie van de Amerikaanse mesalen (Sternopygidae). De wetenschappelijke naam van de soort is voor het eerst geldig gepubliceerd in 1850 door Eydoux & Souleyet.